# Флаг Великой Колумбии
Флаг Великой Колумбии был основан на триколоре Франсиско Миранды, который послужил национальным флагом Первой Венесуэльской Республики. Общий дизайн флага позже послужил моделью для нынешних флагов Колумбии, Эквадора и Венесуэлы, которые возникли как независимые государства при распаде Великой Колумбии в 1831 году.

## Флаги

Первый флаг Великой Колумбии, 1819–1820 гг. Соотношение полос 2: 1: 1
Второй флаг Великой Колумбии 1820–1821. Соотношение полос 2: 1: 1
Третий флаг Великой Колумбии 1821–1830 гг. Соотношение полос 1: 1: 1

### Первый флаг
Первый флаг был принят в конце 1819 года. Первоначально используемый без герба, первый дизайн государственного флага был основан на венесуэльском флаге 1811 года. Некоторые варианты использовали герб в центре флага. Этот флаг использовался официально до 10 января 1820 года.

### Второй флаг
10 января 1820 года департамент Кундинамарка, один из трёх официальных департаментов республики, принял собственный герб, утверждая, что герб республики использовался только в Венесуэле. 12 июля 1821 года национальный конгресс постановил, что герб Кундинамарки должен использоваться на общем флаге как часть государственного герба до тех пор, пока не будет введён новый герб. Таким образом, ведомственный флаг Кундинамарки был преобразован в национальный флаг Великой Колумбии и официально использовался в департаментах Венесуэлы. Некоторые варианты использовали герб в центре флага. Этот флаг будет национальным до конца 1821 года.

### Третий флаг
Третий флаг был принят в конце 1821 года с другим гербом. Некоторые варианты имели надпись "Republica de Colombia " вокруг герба. Этот флаг служил национальным флагом до распада страны в 1830 году.

### Предложенный четвёртый флаг

Предложенный четвёртый флаг Великой Колумбии 1822 года.

11 июля 1822 года Гуаякиль был включён в Республику и Великая Колумбия достигла своего наибольшего размера. Новый герб был принят и старый герб был снят с флага и заменён звёздами. Он имел три звезды, но затем увеличили до шести, до девяти, а затем до двенадцати. Однако в некоторых вариантах звёзд не было. Цвет синей полосы также был изменён на тёмно-синий, отмеченный на флагах его преемников. В некоторых вариантах нет звёздочки. 

## Современные страны

Колумбия
Эквадор
Венесуэла

 Колумбийский флаг похож на первый флаг без герба. Эквадорский флаг похож на колумбийский флаг, только с более светлым оттенком синего и гербом по центру. Венесуэльский флаг напоминает эквадорские и колумбийские флаги, но с равными трёхцветными полосами и 8 звёздами, образующими арку.